# Genocidio circasso

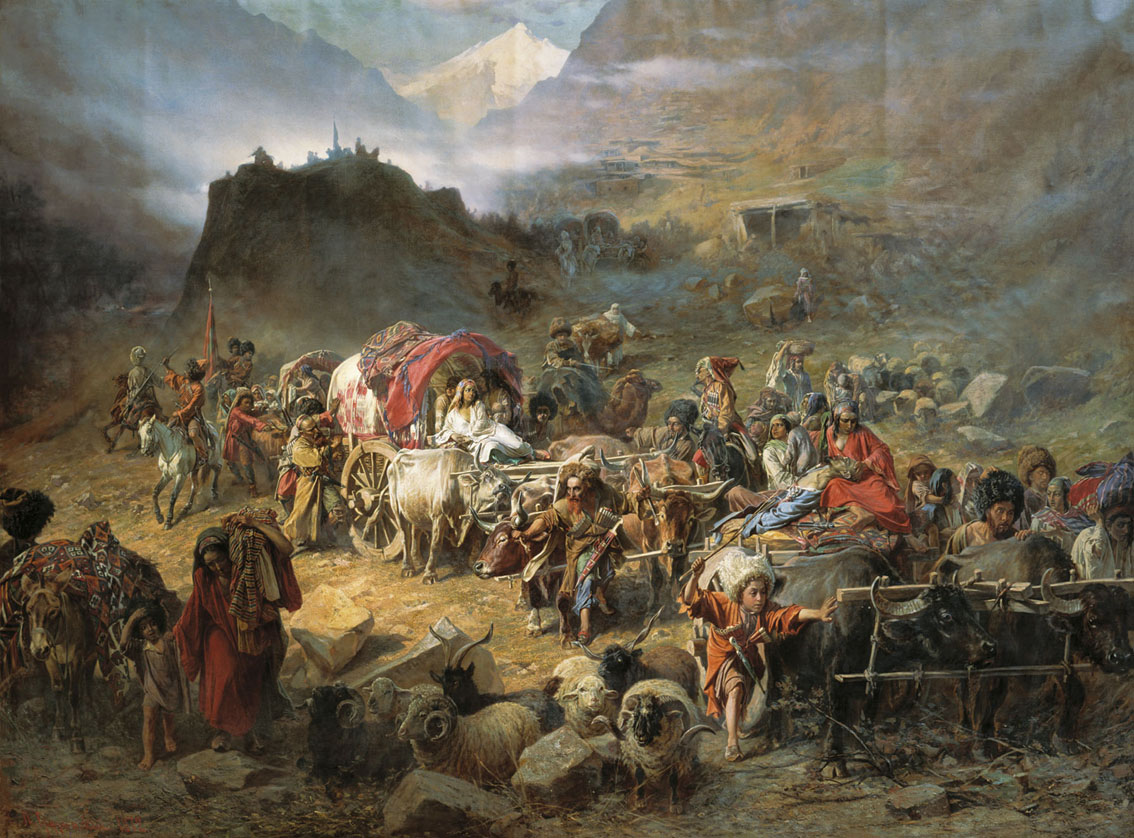
Dipinto di Pyotr Nikolayevich Gruzinsky (1872) raffigurante i Circassi che abbandonano i territori del Caucaso (Circassians leave their aul).

Il genocidio circasso (in adighè Адыгэ лъэпкъгъэкӏод, Adıgə tləpqğək'od; in cabardino Адыгэ лъэпкъгъэкIуэд, Adıgə tləpqğək'wəd; in russo Черкесское мухаджирство?, Čerkesskoe muchadžirstvo, "Migrazione dei circassi") indica la pulizia etnica, uccisione, migrazione forzata ed espulsione attuata dall'Impero russo, tra il 1830 e il 1870, nei confronti della maggioranza dei Circassi dalla loro terra storica, la Circassia, che corrisponde alla grande parte del Caucaso settentrionale e alla costa nord-est del Mar Nero. Alcune stime contano tra gli 800.000 e i 1.500.000 circassi uccisi o deportati durante l'invasione russa. A causa della fede musulmana della maggior parte dei popoli che hanno sofferto il genocidio circasso, molte volte l'evento di migrazione scaturito si conosce con il termine "muhayir", parola derivante dall'arabo "Mujayir" e che significa letteralmente "colui che è partito".
Il genocidio avvenne dopo la conclusione della guerra caucasica nell'ultimo quarto del XIX secolo. Gli sfollati si trasferirono principalmente nell'Impero ottomano, specialmente nei territori dell'odierno Kosovo, nella valle del Danubio e in Anatolia. La deportazione per la precisione partì nel 1864 e fu completata nel 1867.
Tra i popoli cacciati vi furono oltre ai Circassi (adighè) anche gli ubykh e gli abazi, ma anche ingusci, arshtin, ceceni, ossezi e abcazi ne furono colpiti. Lo storico e ricercatore finlandese Antero Leitzinger lo ha definito come il più grande genocidio del XIX secolo.
La deportazione coinvolse un numero sconosciuto di persone, nell'ordine delle centinaia di migliaia: la maggior parte di queste fu deportata dai loro villaggi natali verso i porti del Mar Nero in attesa di navi dirette verso l'Impero ottomano con l'obiettivo esplicito di cacciarle dalla loro terra.
Solamente una piccola percentuale si ristabilì all'interno dell'Impero.
Le popolazioni furono così disperse, deportate e in alcuni casi uccise in massa.
Un numero non definito di deportati morì durante questa operazione: alcuni per epidemie generatesi in attesa di partire, altre nei porti ottomani di arrivo del Mar Nero, mentre altre ancora per l'affondamento delle navi a causa di tempeste.
I calcoli, inclusi quelli che tengono conto delle cifre di archivio del governo russo, hanno stimato una perdita del 90%-94% o 95%–97% del popolo circasso durante le operazioni.
Durante lo stesso periodo altre persone di fede musulmana del Caucaso furono trasferite nell'Impero ottomano e in Persia.
Nel 2021 la Georgia era l'unico stato al mondo ad aver riconosciuto il genocidio del popolo circasso, mentre la Russia nega tale evento e lo considera come un semplice evento di migrazione. I nazionalisti russi della zona continuano a celebrare il giorno della deportazione circassa, il 21 maggio, come il giorno della "Sacra Conquista".
Nel gennaio del 2025 l'Ucraina diviene il secondo stato riconoscere il genocidio circasso.

## Contesto storico

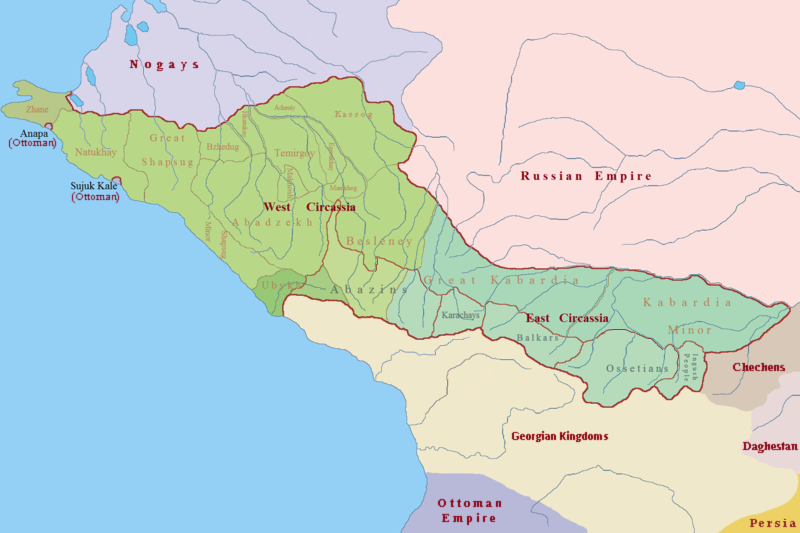
Mappa della Circassia nel 1750.

Verso la fine del XVIII secolo e l'inizio del XIX secolo, l'Impero russo cominciò una politica d'espansione territoriale attiva verso i territori del sud, cercando di strappare dall'influenza ottomana i territori del Caucaso: alcune aree si rivelarono più semplici di altre da incorporare all'interno dei domini russi presentando queste una struttura sociale molto più simile a quella già conosciuta da essi. Un esempio furono i territori armeni e azeri che, già sotto l'influenza iraniana prima ed ottomana poi, avevano sviluppato una struttura sociale molto simile a quella conosciuta dall'impero zarista e furono facilmente integrate all'interno dei domini russi attraverso il trattato di Golestan del 1813. D'altro lato l'impero sperimentò una forte resistenza contro l'incorporazione dei territori del Dagestan e della Georgia: la maggior parte dei territori circassi e imeriti non aveva una struttura sociale basata nella presenza di un potere unico, ma si basava su un modello le cui fondamenta erano i clan familiari. Dovuto a ciò, la resistenza che i russi sperimentarono per incorporare questi territori dentro il loro impero fu molto più dura e tenace.
I circassi infatti combatterono i russi più a lungo di qualsiasi altro popolo del Caucaso, in una guerra che durò a fasi alterne dal 1763 al 1864.

### Il conflitto tra Russia e Circassia
I territori circassi furono cristianizzati attraverso l'influenza bizantina tra il V ed il VI secolo e, da allora, erano soliti essere alleati con la Georgia e mantenere una buona relazione diplomatica con i vicini russi. A partire dal 1717, sotto il dominio del sultano Murad IV, cominciò un processo di islamizzazione dei territori del Caucaso da parte degli ottomani e, specialmente, dei tatari di Crimea: la nuova religione crebbe sempre più di popolarità, specialmente tra le caste aristocratiche dagestane e circasse abdzakh, diventando in futuro, uno dei pilastri delle difese circasse contro l'invasione russa. L'islam riscontrò particolare successo specialmente tra gli Abdzakh, all'epoca governati da Muhammad Amin e che adottarono rapidamente la Shari'a.
In Circassia, i russi affrontarono una resistenza disorganizzata ma continua. L'Impero russo considerava che i territori della Circassia fossero di loro autorità perché si basavano sul trattato di Adrianopoli del 1829 in cui gli ottomani cedevano il controllo della regione. D'altro canto, i Circassi consideravano questo trattato invalido: secondo loro il Caucaso circasso non era mai stato sotto il dominio ottomano e pertanto Istanbul e la Sublime porta non avevano nessun diritto di cedere l'autorità al governo russo.
Ad aggravare le tese relazioni tra circassi e russi, già a partire dal 1792, c'era la situazione dei cosacchi, popoli semi-nomadi con cui i Circassi anteriormente mantenevano buone relazioni commerciali ma che, in quegli anni, avevano cominciato ad invadere i territori storici d'allevamento circasso attorno al fiume Kuban. Ciò era dovuto a un processo di ricollocazione della popolazione cosacca per fare spazio a infrastrutture russe. In contrapposizione a questa situazione, le popolazioni circasse e del Caucaso cominciarono ad attuare frequenti raid armati contro le basi militari russe della zona che,  a loro volta, attaccavano sempre più frequentemente i villaggi circassi, creando in questo modo un circolo di violenza che si autoalimentava tra violenze. I russi cercarono di ristabilire la propria autorità attraverso la costruzioni di nuovi forti, ma questi furono immediatamente presi di mira delle incursioni circasse.
Nel 1816 lo scontro con i circassi fece pensare al generale Aleksey Yermolov che l'utilizzo delle tattiche di terrore potesse essere efficace contro i popoli del Caucaso: sotto la guida del generale, l'esercito russo cominciò una serie di risposte sproporzionate ai raid circassi, attaccando e distruggendo ogni villaggio dove si pensava potessero nascondersi guerriglieri circassi, dagestani o di qualsiasi altra etnia caucasica. Inoltre l'esercito cominciò a utilizzare tattiche d'assassinio, rapimento ed esecuzione su intere famiglie circasse per ridurre la presenza delle stesse nel territorio e, in questo modo, scoraggiare eventuali attacchi alle forze russe. L'esercito russo inoltre cominciò anche a bruciare i campi coltivati e le riserve di cibo dei villaggi circassi.
La risposta dei circassi all'uso di queste tecniche di violenza spropositata da parte dei russi fu la creazione di una federazione tribale dei clan che vivevano nelle zone colpite.

### La resistenza

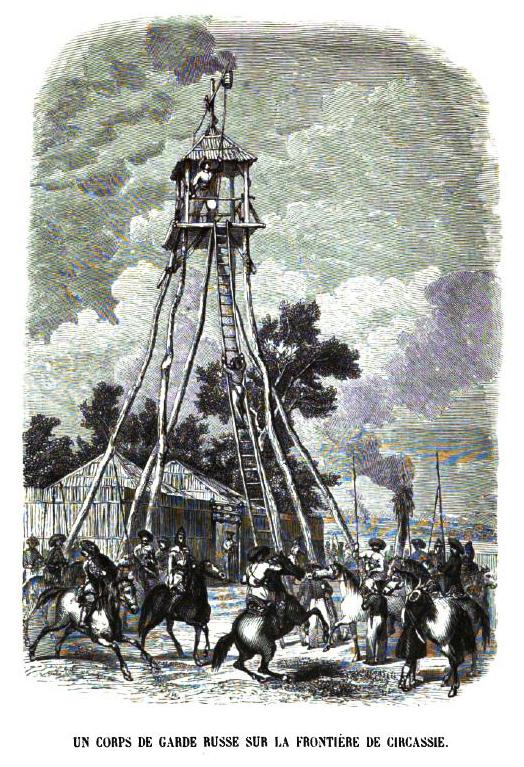
Forte di vedetta russo in Circassia (Geoffroy, 1845).

Le tattiche usate dai russi per cercare di vincere i circassi ebbero il risultato di rafforzare ancor più la risposta circassa nei loro confronti: l'esercito russo si vide quindi obbligato a combattere contro una forza armata ad alta mobilità (molti circassi e dagestani erano montati a cavallo), esperta in tecniche di guerriglia e con una conoscenza del territorio di molto superiore a quella dell'invasore esercito russo.
I russi risposero alla resistenza incontrata in Caucaso modificando il terreno circostante: cominciarono a costruire strade e a tagliare foreste, distruggendo i villaggi natii della zona e colonizzando con nuove comunità russe o filo-russe di agricoltori e allevatori.
Nel 1837, i leader degli Natukhai, Abzak e Shapsugs offrirono di sottomettersi e di incorporarsi nell'Impero russo a condizione della ritirata delle forze russe e cosacche dai territori attorno al fiume Kuban; malgrado ciò la loro offerta fu ignorata e l'esercito russo stanziò nuove forze cosacche in terra circassa nel 1840. I generali dell'esercito russo come Yermolov e Bulgakov attuavano per raggiungere la gloria e le ricchezze che le terre del Caucaso offrivano che, nel caso le popolazioni circasse fossero rimaste, sarebbero state molto più difficili da controllare.
Nei negoziati formulati nel 1856 dal trattato di Parigi per porre fine alla guerra di Crimea, i rappresentanti britannici insistettero sul fatto che i territori del fiume Kuban dovevano essere considerati come la frontiera tra Impero ottomano ed Impero russo, situazione che avrebbe considerato la Circassia come territorio esterno ai domini russi, ma questa soluzione ricevette la negativa di francesi e turchi, che consideravano la Circassia come russa. Il trattato, infine, non impediva ai russi di costruire forti in territorio caucasico e meno obbligava l'Impero Russo a riconoscere i Circassi come minoranza da rispettare e a cui garantire gli stessi diritti di altri cittadini, come, ad esempio, succedeva con gli armeni.

## L'espulsione

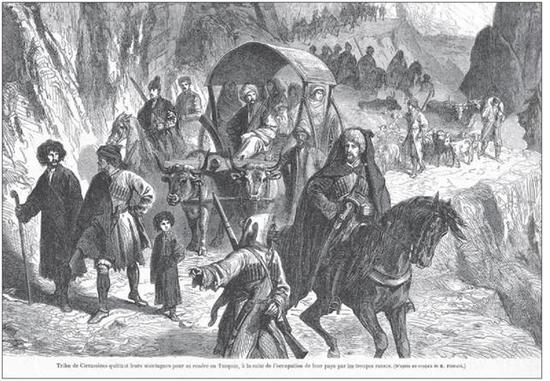
Rifugiati circassi attraversano il Caucaso.

Nel 1857, Dmitry Milyutin pubblicò per primo l'idea di un'espulsione massiva delle popolazioni circasse dai loro territori natii. Milyuti sosteneva come l'obbiettivo non fosse semplicemente rimuovere i circassi dalla terra per fare in modo che questa potesse essere resa produttiva, ma difendeva come "l'eliminazione dei Circassi dovesse essere il vero fine in se stesso - per fare in modo di pulire il territorio dagli elementi ostili"..
Lo Zar Alessandro II appoggiò il piano e Milyutin proclamandolo, nel 1861, ministro della guerra, dando inizio nel decennio del 1860 all'espulsione massiva dei circassi. Nel 1862 la proposta della deportazione dei Circassi fu ratificata dal governo russo e un'ondata di rifugiati cominciò a scappare dai territori recentemente annessi per sfuggire dalle truppe russe. Il generale Yevdokimov fu indicato dal governo russo come responsabile di portare a fine le politiche di migrazione forzata dei circassi verso altre parti dell'Impero russo o verso l'Impero ottomano. Con l'aiuto della cavalleria cosacca e altre unità dell'esercito russo, Yevdokimov penetrò nelle aree del nord della Circassia, dove le popolazioni si sottomettevano alle forze armate senza opporre resistenza: 4.000 famiglie abbandonarono le loro case nella valle del fiume Kuban per partire verso i territori dell'Impero ottomano.
Nel sud della Circassia, i clan della zona si organizzarono per portare avanti un'altra resistenza armata a difesa della loro terra, risultando nel massacro di svariate famiglie della zona da parte delle forze russe dopo che queste conquistarono i villaggi circassi. Nel 1864, nella valle di Khodz, vicino a Maikop, le popolazioni Ubykh cominciarono un atto di resistenza nei confronti delle truppe russe: durante la battaglia, gli uomini vennero affiancati dalle donne che, imbracciati i fucili, decisero di optare per una morte onorevole. Le truppe russe distrussero il villaggio e uccisero tutti i suoi abitanti, in quello che le cronache storiche descrivono come "un mare di sangue".
In un canyon vicino a Soči, chiamato Qbaada, le forze circasse e i loro alleati abkhazi resistettero per l'ultima volta contro le forze russe nel maggio del 1864. La località venne rinominata in russo Krasnaya Polyana, letteralmente "Prato rosso" per via del sangue che aveva macchiato la zona durante la zona.  Posteriormente, questo territorio venne ricolonizzato da russi nel 1869. I circassi vinti in questa battaglia furono trasportati a Soči, dove molti di loro morirono aspettando la deportazione.
Anche se molti circassi emigrarono verso l'Impero ottomano via terra, attraversando le montagne, la maggior parte di loro furono deportati via mare: le tribù e i clan che avevano optato per la resistenza e, di conseguenza, per la deportazione forzata, vennero trasportate dalle truppe russe verso i porti del Mar Nero dove li aspettavano barche che li avrebbero espatriati verso le coste dei Balcani, della Crimea e dell'Anatolia.

### Le violenze

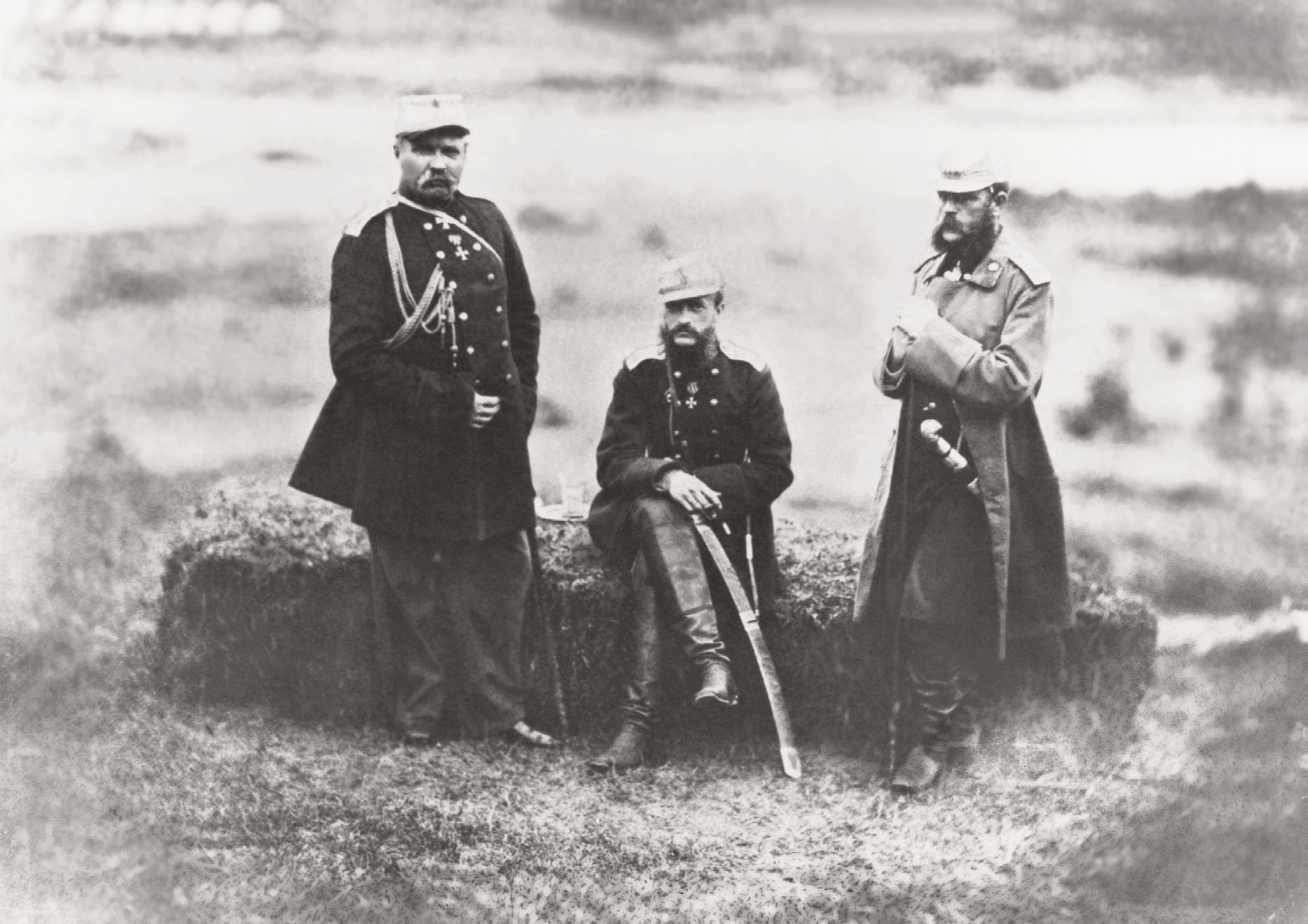
Comandanti delle truppe russe sul fronte del Caucaso dell'ovest: Generale di fanteria Nikolai Yevdokimov (sinistra), Governatore del Caucaso e Gran Duca Mikhail Nikolayevich (centro) e General Maggiore D.I.Svyatopolk-Misky (destra). Battaglia di Qbaada, 21 maggio 1864.

Malgrado lo Zar Alessandro II avesse dato l'ordine ai suoi generali di deportare i circassi e le altre popolazioni del Caucaso senza particolare uso di violenza, i generali dell'esercito russo videro nel massacro della popolazione la soluzione perfetta per mettere fine al conflitto: il generale Fadeyev scrisse in una lettera al comando russo: "sterminare metà della popolazione circassa per fare in modo che l'altra metà deponga le armi".
Nell'aprile del 1862, un gruppo di soldati russi massacrò centinaia di guerriglieri circassi che erano rimasti senza munizioni "lasciando la montagna coperta da cadaveri dai nemici infilzati dalle baionette", come riportato da Ivan Drozdov. Altre volte i militari russi preferivano bombardate indiscriminatamente le aree intorno alle zone abitate dai circassi: nel giugno del 1862, dopo aver distrutto i villaggi circassi vicino al Kuban, il generale Tikhotsky diede l'ordine di procedere al bombardamento delle foreste sulle colline circostanti.
Nel settembre del 1862, dopo aver attaccato un villaggio e aver visto che alcuni civili erano fuggiti nei boschi vicini, il generale Yevdokimov bombardò la zona per sei ore di fila per poi ordinare ai suoi uomini di cercare ed uccidere qualsiasi essere vivente nei paraggi e poi bruciare la foresta, assicurandosi che nessuno fosse rimasto vivo.
Già a partire dal 1863, le operazioni russe cominciarono ad essere portate a termine in forma metodica, seguendo un processo secondo il quale, dopo che un villaggio circasso fosse stato attaccato e distrutto e i superstiti fossero scappati nei boschi, tutto ciò che poteva essere rinvenuto ancora integro (abitazioni, cibo, superstiti) doveva essere bruciato. Poi, dopo una o due settimane, le truppe avrebbero dovuto tornare nello stesso luogo, uccidere chi incontravano e distruggere i rifugi che i superstiti avevano costruito. Per finire, le truppe russe avrebbero dovuto dare fuoco ai boschi circostanti. Questo processo doveva essere ripetuto fino a quando nessun circasso fosse ritornato nella zona e il generale Yevdokimov si fosse considerato soddisfatto.
Nel maggio del 1864, come detto, l'ultima resistenza di tribù circasse, alleate con le popolazioni costiere Pskhu, Akhtsipsou, Aibgo e Jigit,  furono sconfitte nella battaglia di Qbaada. Le donne, gli uomini e i bambini superstiti ancora presenti nella zona furono uccisi e la guerra ai circassi fu dichiarata terminata.
Oltre alle uccisioni, sono molti i casi riportati di stupri e violenze sofferte dalle donne circasse da parte delle truppe russe e cosacche. Oltre a questo, molte giovani circasse vennero rapite e rivendute come schiave sessuali negli harem ottomani.
Gli abusi durante il trasporto dei rifugiati da parte delle truppe russe verso le coste furono la norma: le pene corporali per chi non rispettava le regole erano normalmente inflitte con grande violenza e le condizioni di vita erano pessime: sotto le forze del generale Yevdokimov, un gruppo di rifugiati Ubykh fu lasciato tutto un inverno a dormire all'aperto, provocando la morte di 20.000 persone.

## I risultati
La maggior parte delle popolazioni della Circassia (tra cui le popolazioni Adighè, Ubichi e i musulmani Abcazi) furono espatriati verso i territori dell'Impero Ottomano. Gli Sciapsughi, che comprendevano all'incirca 300.000 abitanti, furono ridotti a solo 3.000 persone che scapparono rifugiandosi nei boschi, i 140 Sciapsughi rimanenti, furono mandati in Siberia. Si calcola che il totale dei circassi uccisi o deportati dai territori russi è stato tra il 90% e il 97% della popolazione originaria totale.
La seguente tabella riporta le perdite delle popolazioni circasse durante il genocidio:
| Tribù              | Prima   | Dopo   | Percentuale Rimasta | Percentuale morta o deportata |
| ------------------ | ------- | ------ | ------------------- | ----------------------------- |
| Cabardi            | 500.000 | 35.000 | 7%                  | 93%                           |
| Sciapsughi         | 300.000 | 1.983  | 0,662%              | 99,339%                       |
| Abcasi             | 260.000 | 14.660 | 5,648%              | 94,362%                       |
| Natukhaj           | 240.000 | 175    | 0,073%              | 99,927%                       |
| Temirgoy           | 80.000  | 3.140  | 3,925%              | 96,075%                       |
| Bzhedug            | 60.000  | 15.263 | 25,438%             | 74,561%                       |
| Mamkhegh           | 8.000   | 1.204  | 15,05%              | 84,95%                        |
| Ademeys            | 3.000   | 230    | 7,667%              | 92,333%                       |
| Ubichi             | 74.000  | 0      | 0%                  | 100%                          |
| Zhaney e Hatuqwais | 100.000 | 0      | 0%                  | 100%                          |

Malgrado i Circassi fossero la popolazione maggiormente colpita dallo sterminio e dalla deportazione di massa, anche altre popolazioni del Caucaso soffrirono una sorte similare: si stima che l'80% degli Ingush lasciò il suo territorio d'origine per emigrare in Medio Oriente (specialmente in Iraq e Siria), molti Ceceni furono deportati in Siberia e le popolazioni Ashtin furono completamente cancellate dal territorio recentemente annesso dalla Russia (si stimano un totale di 1.366 famiglie uccise dall'esercito russo e solo 75 famiglie rimanenti). Inoltre, oltre 10.000 cabardi e 22.000 ceceni furono obbligati a lasciare il territorio per emigrare in Turchia negli anni successivi al genocidio.  Un simile destino fu anche la sorte degli osseti di fede musulmana e ai Nogai.

### Il ricollocamento

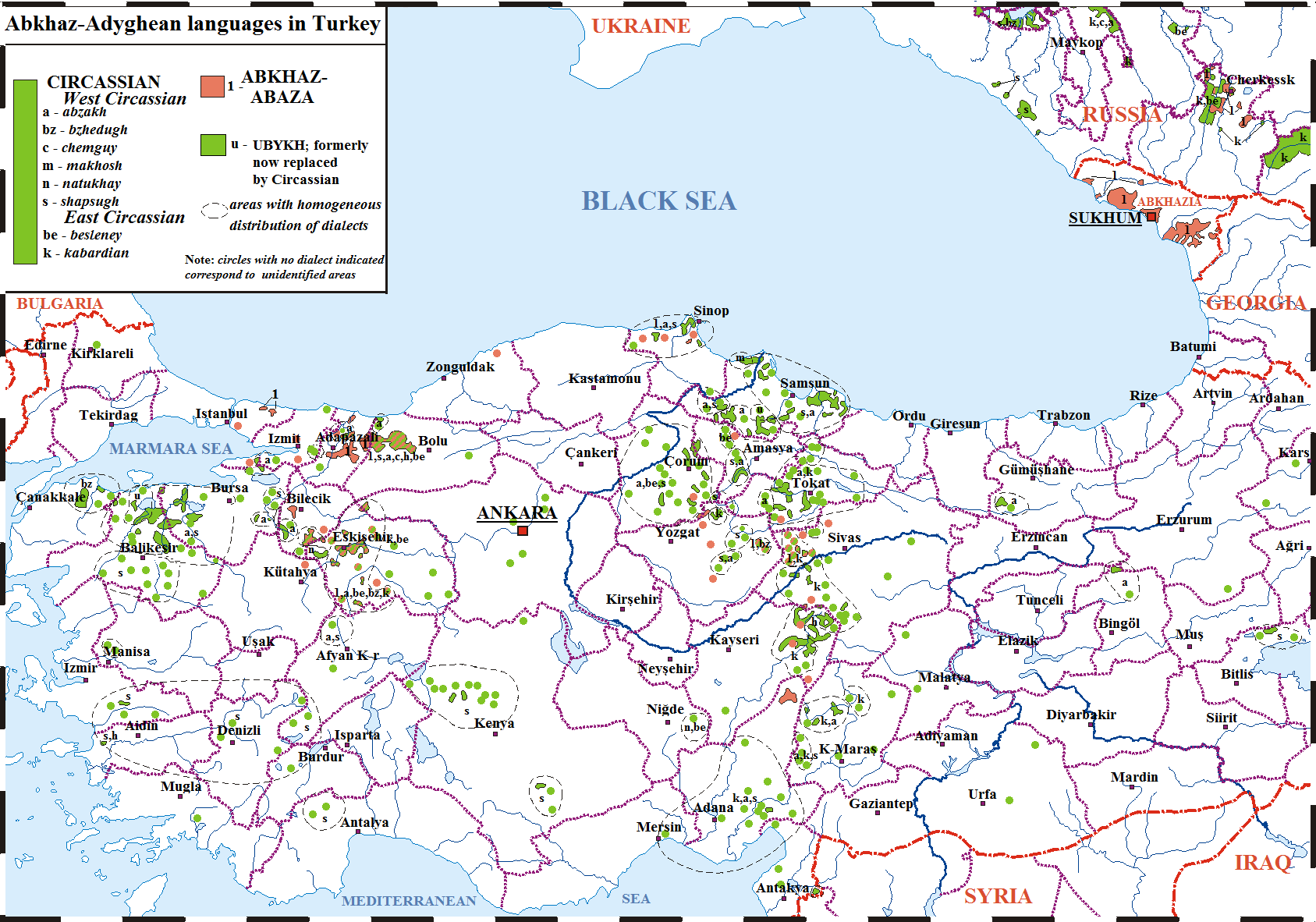
Mappa della ricollocazione Circassa in Anatolia.

Nel 1864, l'Impero ottomano insistette all'Impero russo di smettere la deportazione massiva delle popolazioni del Caucaso verso i loro confini preoccupati del disastro umanitario a cui stavano assistendo, ma queste richieste furono ripetutamente ignorate da Yevdokimov che, al contrario, difendeva l'urgenza di continuare la deportazione e di riuscire a concluderla il più presto possibile. Durante questo processo, molti rifugiati furono anche venduti come schiavi sul mercato nero. Nel 1867, Mikhail Nikolaevich concluse le deportazioni per paura di una possibile ripercussione europea.
Le autorità ottomane fallirono nel gestire tale quantità di rifugiati arrivati dentro i loro confini: i circassi furono ricollocati in zone inospitali e montagnose dell'entroterra, principalmente dell'Anatolia, dove erano usati come impiegati per lavori manuali molto faticosi, o dei territori desertici periferici dell'Impero, come in Iraq, Transgiordania e Siria. Molto spesso, i circassi di origine musulmana, venivano ricollocati anche nelle zone a maggioranza cristiana che stavano cominciando a richiedere l'indipendenza, come nei Balcani, e che recentemente avevano anche ricevuto molti rifugiati tatari di Crimea. Si stima che nella sola città di Sofia fossero state ricollocate più di 12.000 famiglie e, in Tracia, 6.000.

### Numero di rifugiati
- 1852-1858: la popolazione degli Abcazi scende da 98.000 a 89.866.
- 1858-1860: 30.000 Nogaisi lasciano il Caucaso.
- 1860-1861: 10.000 Cabardi lasciano il Caucaso.
- 1861-1863: 4.300 Abcazi, 4.000 Natukhais, 2.000 Temirgoi, 600 Beslenei e 300 famiglie Bzhedugs vengono esiliate.
- 1864: 600.000 circassi abbandonano il Caucaso per emigrare verso l'Impero Ottomano.
- 1865: 5.000 famiglie cecene vengono esiliate in Turchia.
- Novembre 1863 - agosto 1864: più di 300.000 circassi cercano rifugio in Turchia: due terzi di questi moriranno.
- 1858-1864: tre le 398.000 e le 418.000 persone lasciano la vallata del fiume Kuban.

## Classificazione del genocidio e riconoscimento

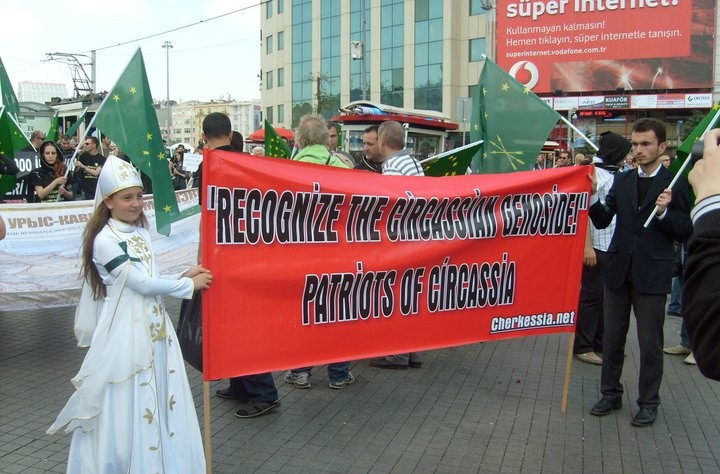
Manifestazione a favore del riconoscimento del genocidio circasso in Turchia.

In tempi più recenti, studiosi e attivisti Circassi hanno suggerito che la deportazione attuata dai russi a danno delle popolazioni del Caucaso possa essere considerata come una vera e propria manifestazione della moderna idea di pulizia etnica malgrado questo termine non sia stato utilizzato durante il XIX secolo per indicare il massacro sistematico che le truppe russe stavano portando avanti.
Il presidente russo Boris Yeltsin, nel maggio del 1994, riconobbe a livello statale come la resistenza dei popoli circassi all'invasione russa fosse legittima, ma si rifiutò categoricamente di riconoscere "qualsiasi colpa del governo zarista per un eventuale genocidio". Nel 1997 e nel 1998, i leader Cabardi, Balkari e Adighè inviarono una richiesta alla Duma di considerare la situazione come un evento di somma importanza e di porgere scuse formali ma, malgrado ciò, non si è ricevuta nessuna risposta da Mosca.
Il 5 luglio del 2005, il Congresso Circasso, un'organizzazione che rappresenta le varie popolazioni che abitavano il Caucaso prima dell'occupazione russa, chiese formalmente a Mosca scuse formali per gli atti perpetuati durante gli anni del genocidio, ma il governo russo si rifiutò di scusarsi e difese le scelte del governo zarista.
Nell'ottobre 2006, l'organizzazione pubblica degli adighè di Russia, Israele, Giordania, Siria, Stati Uniti d'America, Canada e Germania ha inviato una lettera al presidente del Parlamento Europeo per richiedere il riconoscimento del genocidio circasso.
Il 21 maggio 2011, il parlamento georgiano fu il primo (e fino ad ora unico) organo statale a riconoscere come "genocidio" l'atto di espulsione e sterminio sofferto dalle popolazioni del Caucaso durante gli anni della conquista russa, erigendo anche un monumento in ricordo dei martiri ad Anakalia. D'altro lato, il governo russo ha ripetutamente rinnegato qualsiasi connotazione che possa far pensare che le politiche messe in atto durante il regno di Alessandro II siano state dirette a compiere un genocidio, considerando il tutto come propaganda anti-russa fomentata dall'occidente e dal governo georgiano dopo la seconda guerra in Ossezia del Sud del 2008. I nazionalisti russi della zona continuano a celebrare il giorno della deportazione circassa, il 21 maggio, come il giorno della "Sacra Conquista.